# Jessica Helleberg
Jessica Elenora Gerd Helleberg (født d. 20. februar 1986 i Göteborg) er en tidligere svensk håndboldspiller, som i sin karriere har optrådt for IK Sävehof, Team Esbjerg og HC Odense.